# جواد آزادی
میرزا جواد آزادی (۱۲۷۵ شیراز - شهریور ۱۳۲۳ تهران) معروف به مدیرزاده که نام خانوادگی آزادی برگزید، روزنامه‌نگار دوره قاجار و پهلوی و نماینده مجلس شورای ملی بود.
پدرش شیح محمدحسین از روحانیون مشروطه‌خواه شیراز بود که مدرسه‌ای به سبک جدید به نام شریعت در شیراز بر پا کرد و از سال ۱۲۸۹ خورشیدی روزنامه‌ای به نام حیات در این شهر انتشار می‌داد و به شیخ محمدحسین حیات مشهور شد. این روزنامه در حوادث جنگ جهانی اول در فارس نقش مهمی ایفا کرد. میرزا جواد نیز وارد کار معارف شد و مدرسه حیات متعلق به پدرش و مدرسه شریعت و مدرسه صنعتی فارس را مدیریت کرد. او از سال ۱۲۹۹ هفته‌نامه عصر آزادی را انتشار داد و به نام این روزنامه مشهور شد. جواد آزادی قلم بی پروایی داشت و هر آنچه را به صلاح مملکت می‌دانست سعی می‌کرد در روزنامه اش بنویسد. .
در سال ۱۳۱۴ میرزا جواد آزادی به نمایندگی لار در مجلس شورای ملی انتخاب شد (دوره دهم) و تا دوره چهاردهم که حین نمایندگی بر اثر کیسه صفری درگذشت، نماینده لار بود. پس از شهریور ۱۳۲۰ نیز دوباره هفته‌نامه عصرآزادی را در تهران منتشر می‌کرد.
از میرزا جواد آزادی به عنوان نویسنده‌ای توانا و خطیبی پرمایه یاد می‌شود که عربی و انگلیسی می‌دانست و در زبان و ادبیات فارسی بصیرت داشت.